# Jagiellonia Białystok 2018-2019
Questa voce raccoglie le informazioni riguardanti lo Jagiellonia Białystok nelle competizioni ufficiali della stagione 2018-2019. 

## Rosa
Rosa e numerazione aggiornate al 22 gennaio 2019.
| N. |                       | Ruolo | Calciatore        |
| -- | --------------------- | ----- | ----------------- |
| 2  | Slovacchia (bandiera) | D     | Andrej Kadlec     |
| 4  | Polonia (bandiera)    | C     | Lukas Klemenz     |
| 5  | Slovenia (bandiera)   | D     | Nemanja Mitrovič  |
| 6  | Polonia (bandiera)    | C     | Taras Romančuk    |
| 7  | Polonia (bandiera)    | D     | Jakub Wójcicki    |
| 9  | Lituania (bandiera)   | C     | Arvydas Novikovas |
| 11 | Spagna (bandiera)     | A     | Jesús Imaz        |
| 12 | Brasile (bandiera)    | D     | Guilherme Sityá   |
| 13 | Serbia (bandiera)     | C     | Mile Savković     |
| 14 | Lituania (bandiera)   | C     | Justas Lasickas   |
| 16 | Croazia (bandiera)    | D     | Zoran Arsenić     |
| 17 | Croazia (bandiera)    | D     | Ivan Runje        |
| 19 | Islanda (bandiera)    | D     | Böðvar Böðvarsson |

| N. |                       | Ruolo | Calciatore            |
| -- | --------------------- | ----- | --------------------- |
| 20 | Serbia (bandiera)     | C     | Marko Poletanović     |
| 25 | Slovacchia (bandiera) | P     | Marián Kelemen        |
| 26 | Rep. Ceca (bandiera)  | C     | Martin Pospíšil       |
| 29 | Polonia (bandiera)    | P     | Grzegorz Sandomierski |
| 30 | Polonia (bandiera)    | A     | Maciej Twarowski      |
| 41 | Polonia (bandiera)    | D     | Michal Ozga           |
| 42 | Polonia (bandiera)    | C     | Szymon Lapinski       |
| 50 | Polonia (bandiera)    | P     | Blazej Niezgoda       |
| 66 | Polonia (bandiera)    | P     | Jakub Miszczuk        |
| 98 | Polonia (bandiera)    | A     | Patryk Klimala        |
| 99 | Polonia (bandiera)    | C     | Bartosz Kwiecień      |

## Risultati

### Europa League
| Arbitro: | Ricardo De Burgos |

|           |           |  |
| Machaj 9’ | Marcatori |  |

| Arbitro: | Marco Di Bello |

|                                          |           |                                            |
| Galeno 27’, 45+2’ Gelson 63’ Furtado 84’ | Marcatori | 6’ Sheridan 56’, 79’ Romančuk 72’ Pospíšil |

| Arbitro: | Ali Palabıyık |

|  |           |           |
|  | Marcatori | 85’ David |

| Arbitro: | Bastian Dankert |

|                                    |           |              |
| Awoniyi 13’ Jaremčuk 84’ David 89’ | Marcatori | 58’ Pospíšil |